# Монополи
Об элементарных частицах см. Монополь.
Монополи (итал. Monopoli) — коммуна в Италии, располагается в регионе Апулия, в провинции Бари.
Население составляет 49 607 человек (2008 г.), плотность населения составляет 320 чел./км². Занимает площадь 156 км². Почтовый индекс — 70043. Телефонный код — 080.
Покровительницей коммуны почитается Пресвятая Богородица (Madonna della Madia), празднование 16 декабря.

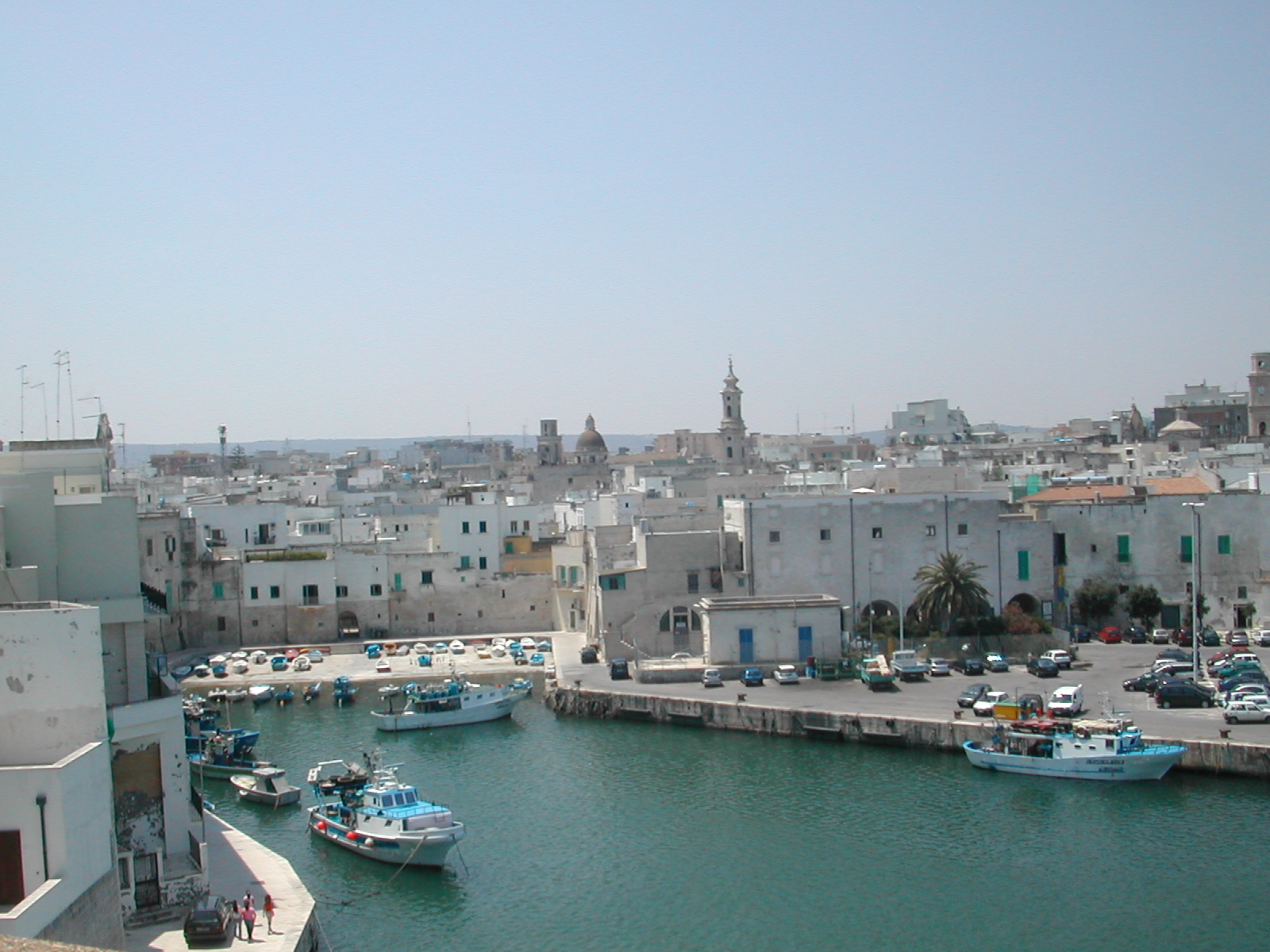
Старый порт

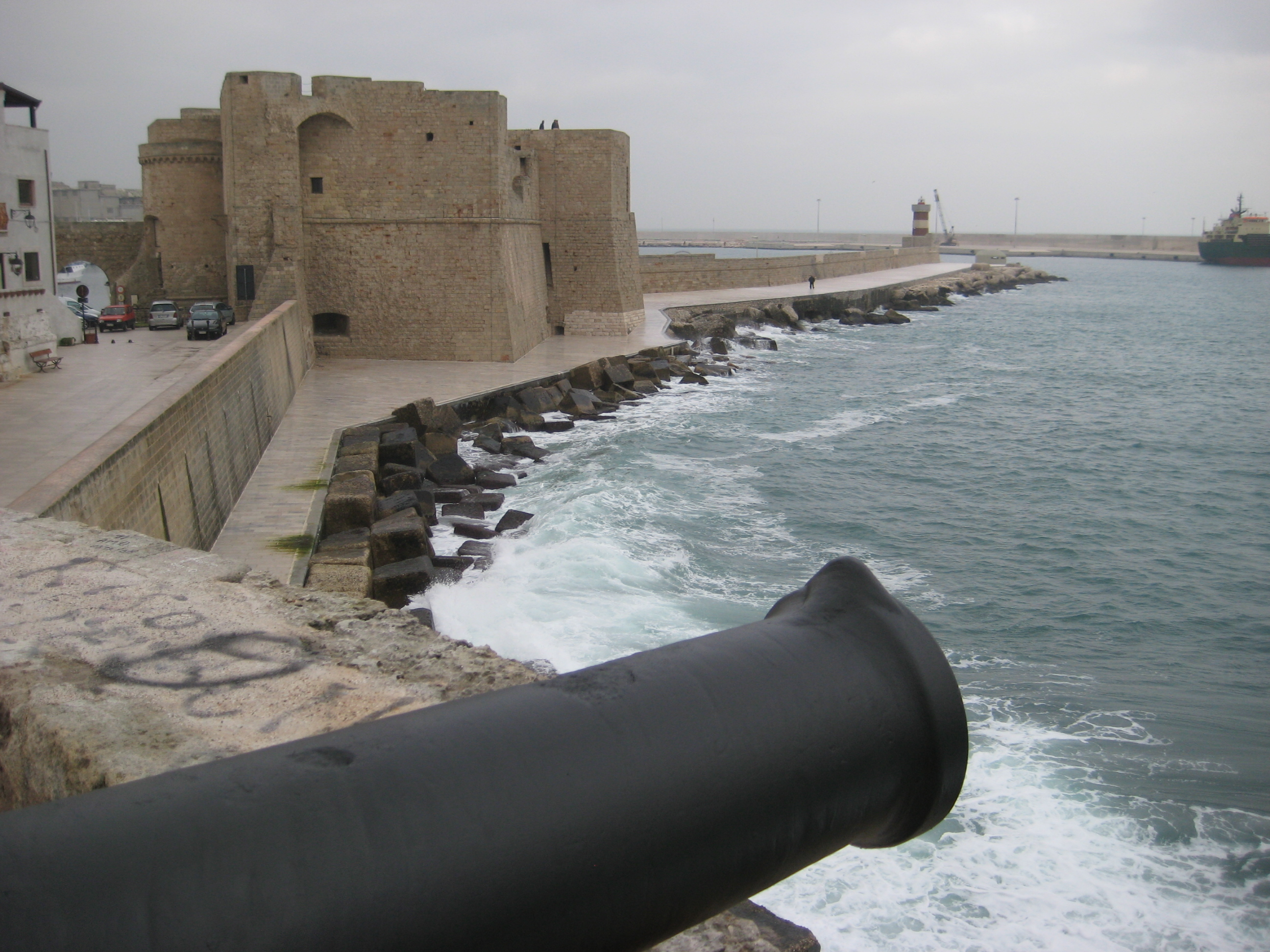
Вид замка Карла V с бастиона св. Марии

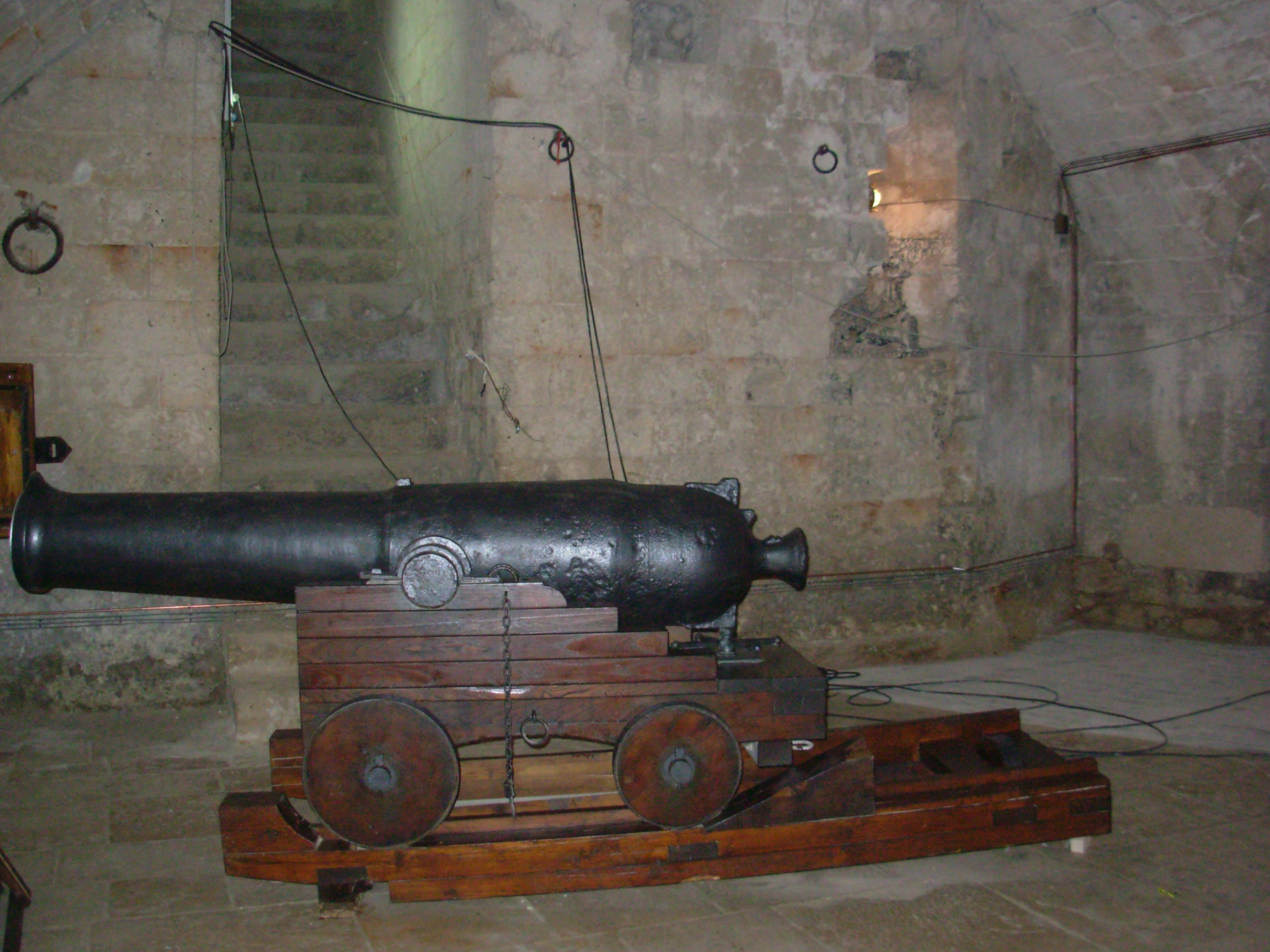
Пушки замка Карла V

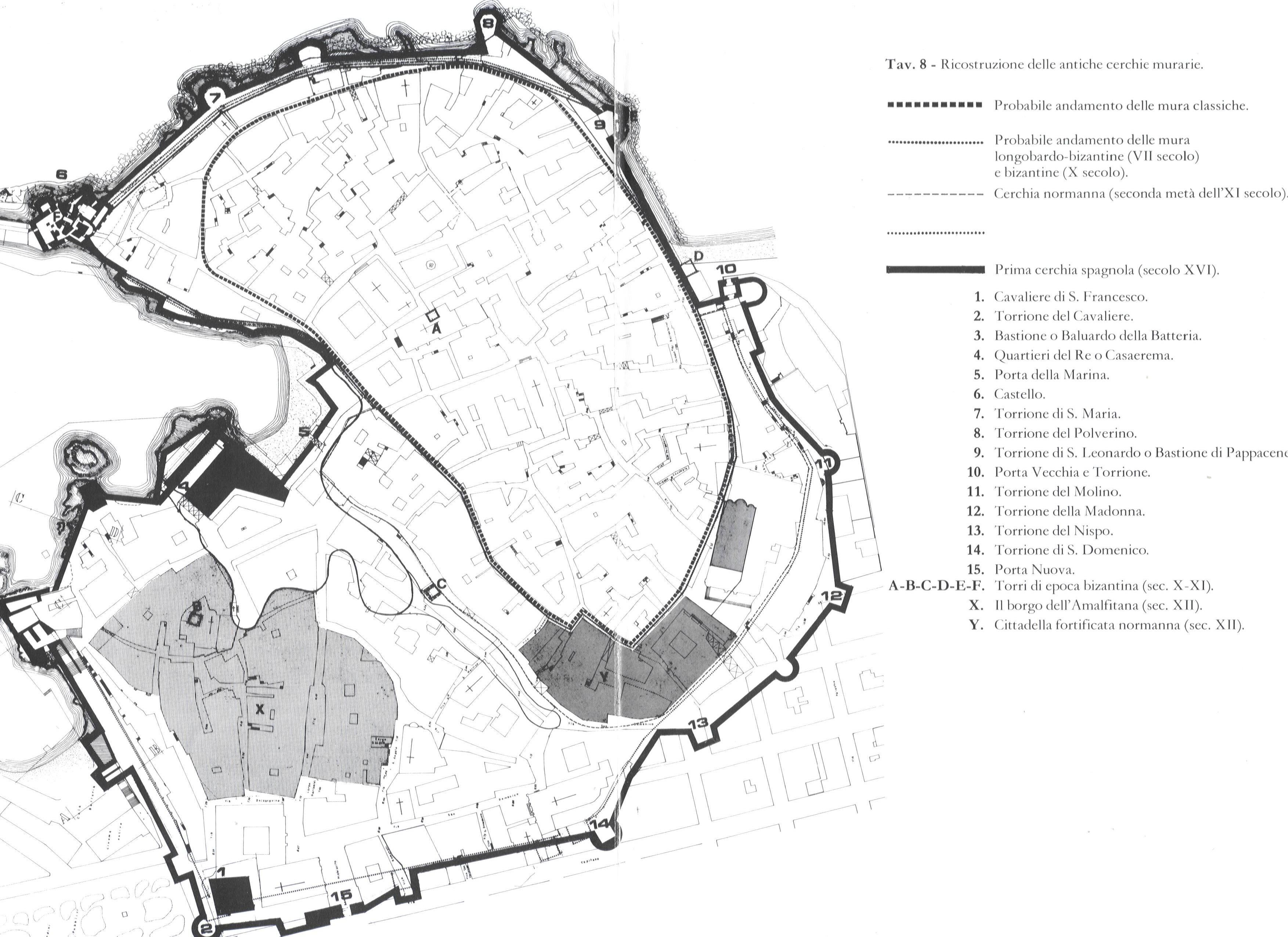
Карта укрепления Монополи в 16 веке

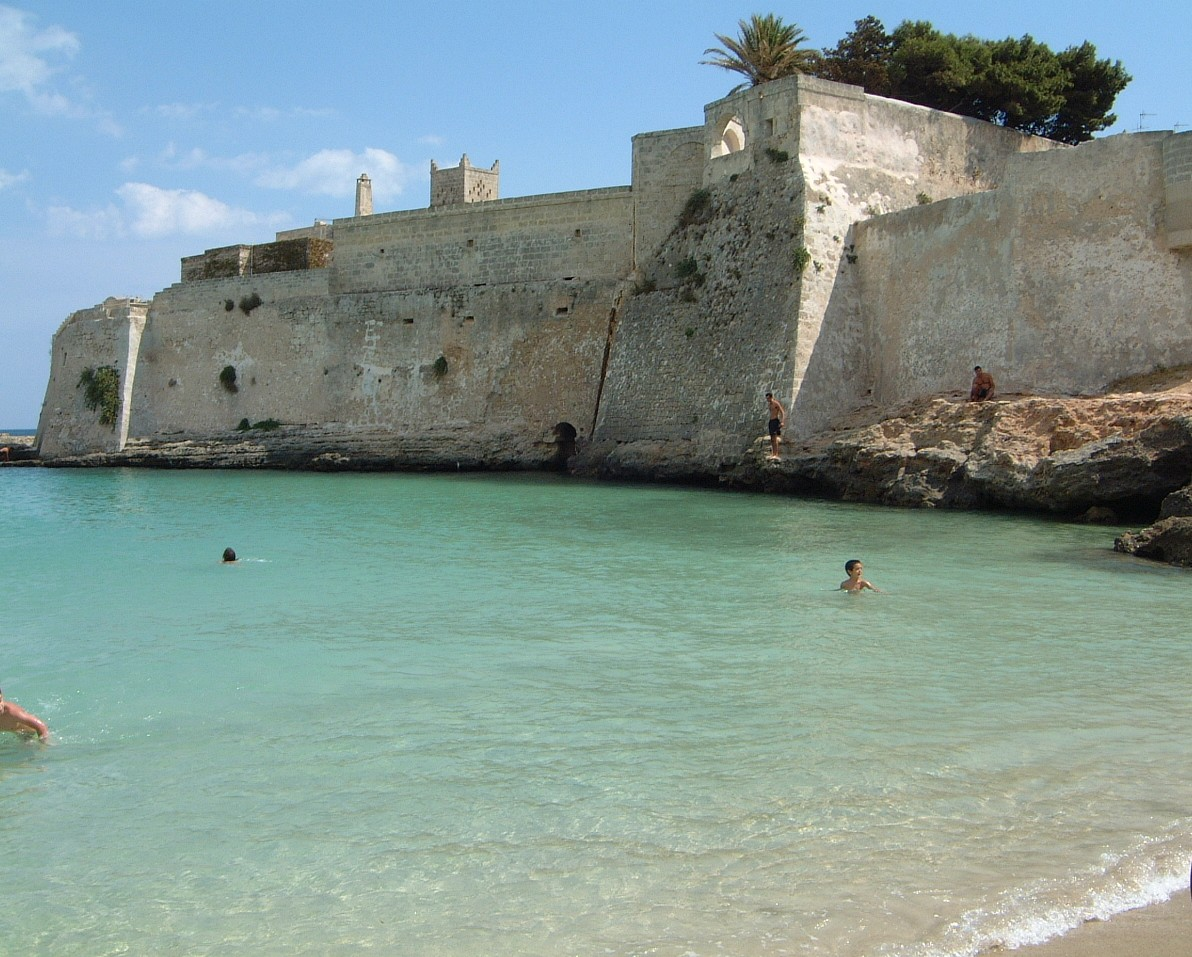
Аббатство Св. Стефана

## Демография
Динамика населения:

## Администрация коммуны
- Официальный сайт: https://web.archive.org/web/20051216010045/http://www.comune.monopoli.bari.it/

## Палеогенетика
Близ города находится пещера Гротта делле Мура. У образца Grotta delle Mura 1 (Le Mura 1, 17 079—16 990 лет до настоящего времени) определили Y-хромосомную гаплогруппу I2 (субклад I2a1a1-CTS595(xCTS2879,S19554)>I2a1a1a>L158/M26) и митохондриальную гаплогруппу U2'3'4'7'8'9*. Результаты исследования указывают на высокий уровень эндогамии и отмечают раннее распространение компонентов, подобных кластеру Виллабруна (Villabruna Cluster), вдоль Апеннинского полуострова, подтверждая смену населения около времени максимума последнего оледенения (LGM), и подчёркивают общее снижение генетической изменчивости от Северной до Южной Италии.